# Porricondyla aurantiaca
Porricondyla aurantiaca är en tvåvingeart som beskrevs av Panelius 1965. Porricondyla aurantiaca ingår i släktet Porricondyla och familjen gallmyggor. Inga underarter finns listade i Catalogue of Life.